# Castelul Rákóczi-Bornemisza
Castelul Rákóczi-Bornemisza (în maghiară Rákóczi-Bornemisza-kastély) se află în localitatea Gurghiu, în județul Mureș. Ansamblul castelului este prezent pe lista monumentelor istorice, cu codul  MS-II-a-A-15692.

## Istoric
Domeniul și cetatea Gurghiu au fost amintite pentru prima dată în 1358. Principelui Gheorghe Rákóczi I este atribuit realizarea în anii 1640 a conacului de vânătoare în stil renascentist situat la poalele dealului cetății. Construcția amanetată familiei Bornemisza a suportat extinderi repetate în stil baroc și clasicizant, ca apoi la finele secolului al XIX-lea să revină statului. În această perioadă era folosit drept castel de vânătoare de Prințul Moștenitor al Austriei, Ungariei și Boemiei, Rudolf. Decesul tragic al prințului a influențat și soarta ansamblului care urma să fie transformat în instituție de învățământ silvic. Înființată în anul 1893 ca Școală Profesională de Pădurari, instituția de învățământ din clădirile castelului a avut la bază, ca importantă infrastructură didactică, parcul dendrologic amenajat lângă complexul arhitectural încă din anii 1830. În 2008 ansamblul a fost transferat în administrarea Muzeului Județean Mureș.

## Imagini

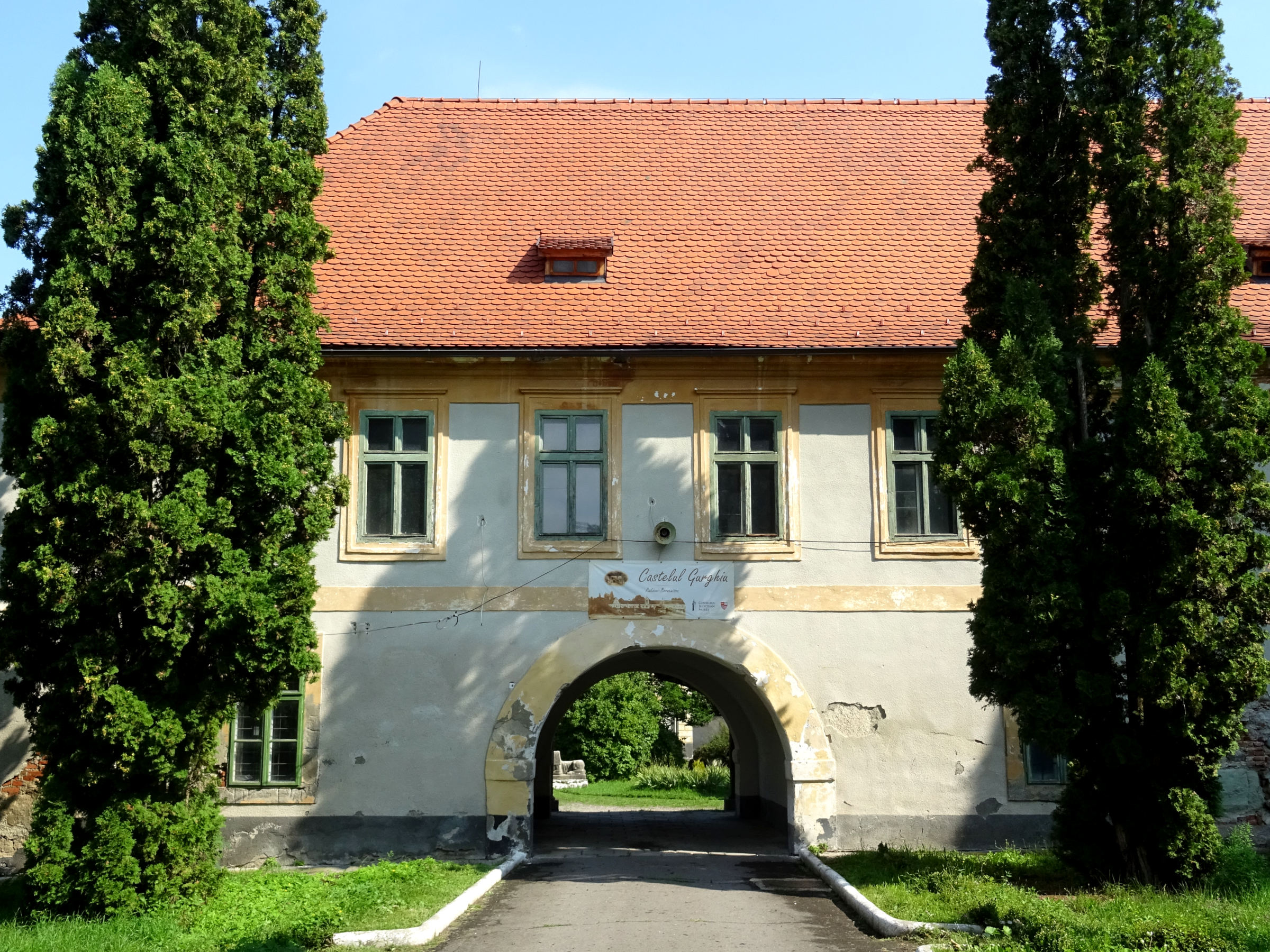
Intrarea
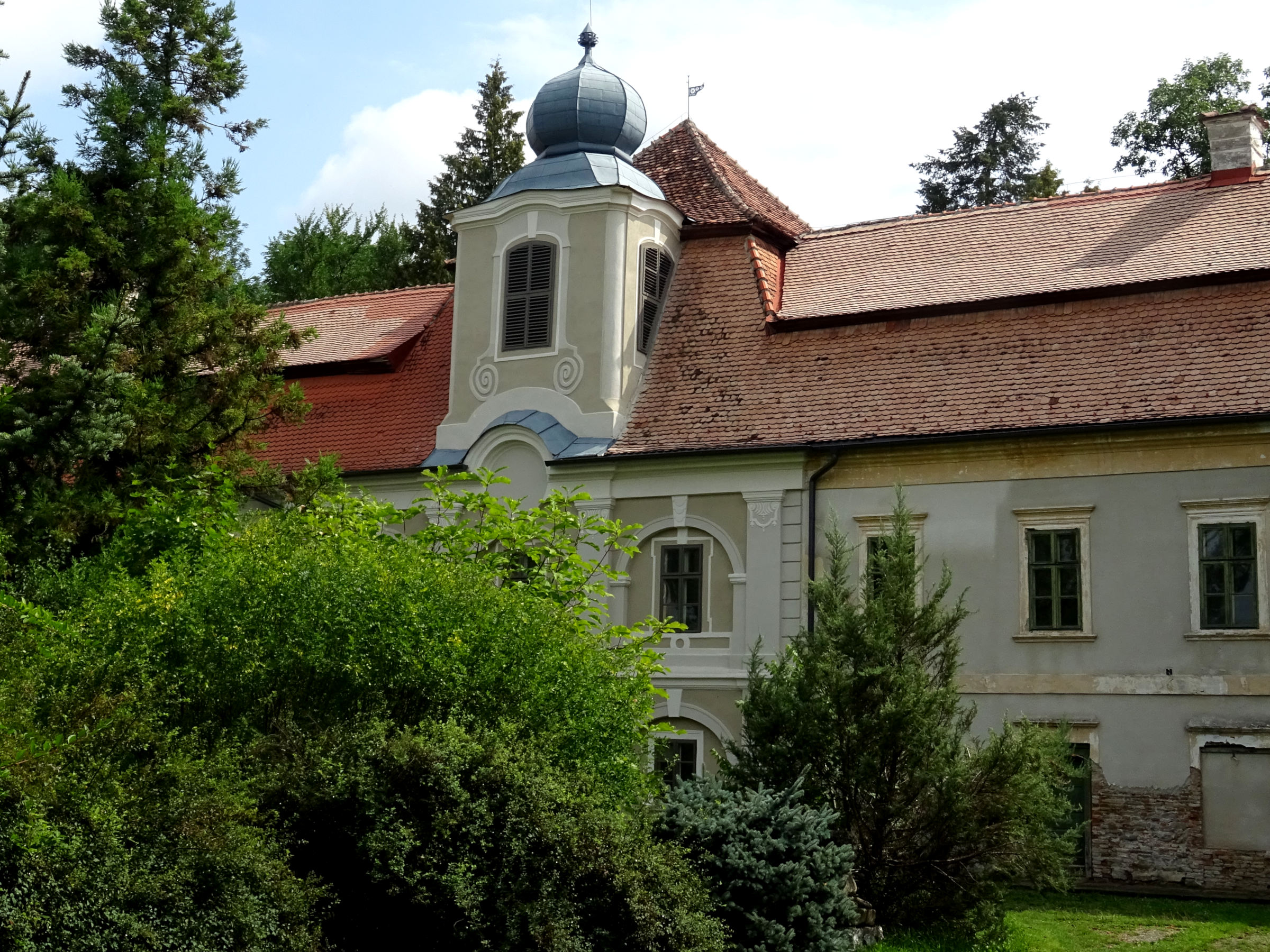
Clădirea principală
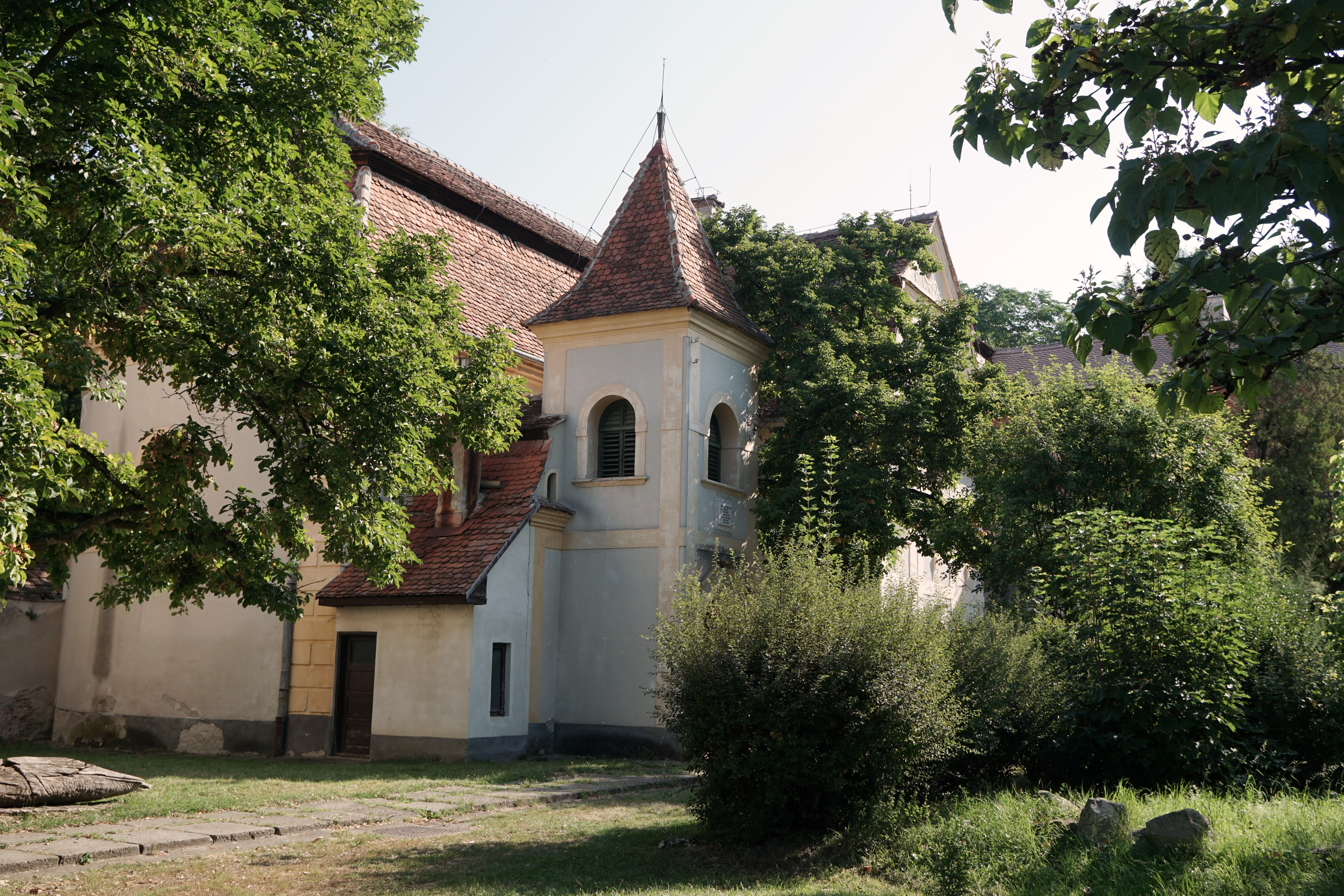
Capela
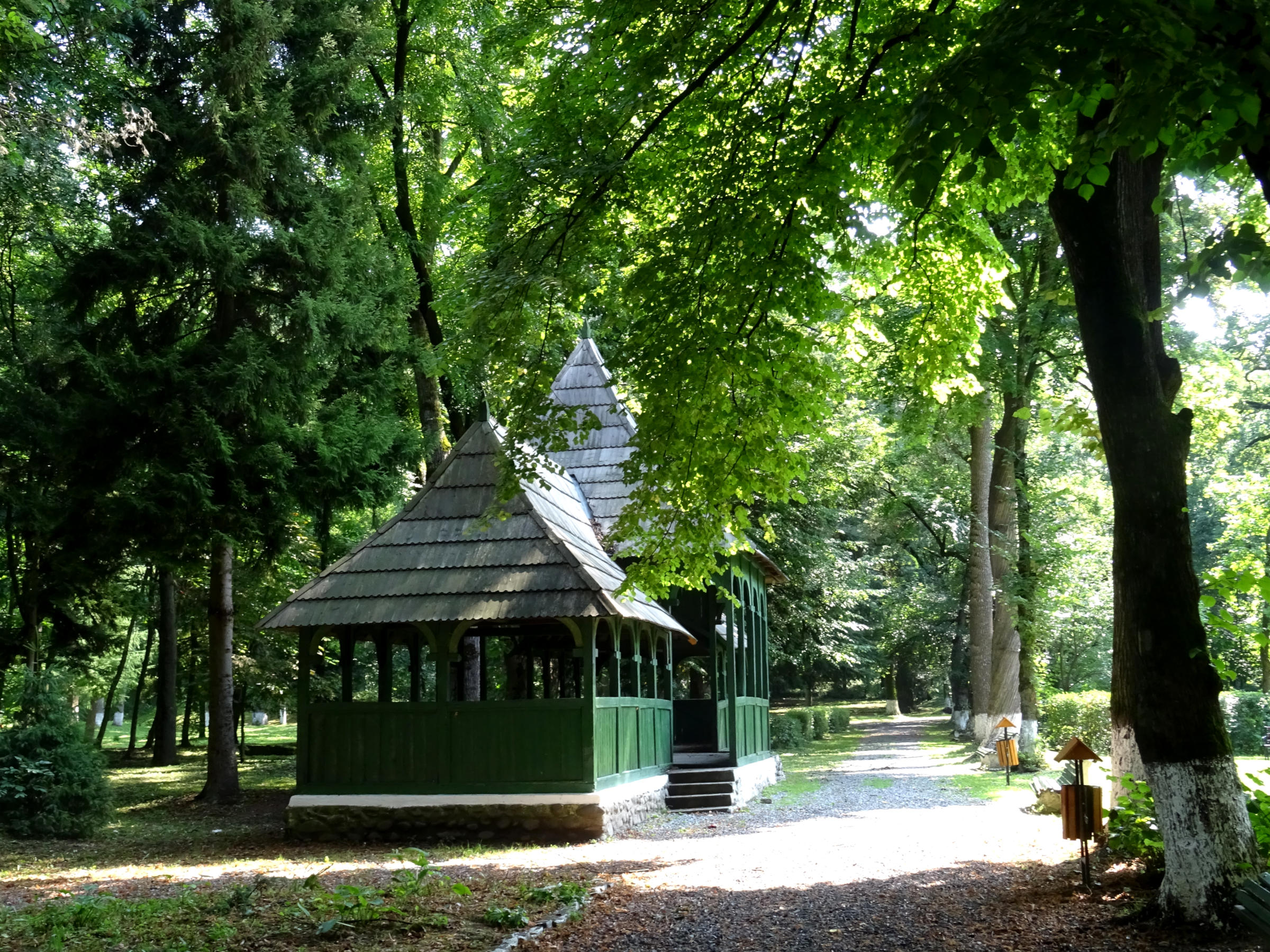
Parcul